# Sifrhippus
Sifrhippus — вимерлий рід ссавців з родини коневих, який містить вид S. sandrae. Sifrhippus є найдавнішим відомим коневим, що жив у ранньому еоцені. Його скам'янілості були виявлені в басейні Бігхорн у штаті Вайомінг.

## Опис
Сіфргіппус був схожий на сучасних коней, але був стрункішим і набагато меншим. Особи, ймовірно, важили від 3,9 до 5,4 кг; дисперсія розміру, згідно з однією теорією, залежала від тепла клімату.

## Етимологія
Арабське صِفْر (ṣifr) — «нуль», і грецьке ἵππος (híppos) — «кінь».